# Nigel Planer
Nigel George Planer (* 22. února 1953) je anglický herec, komik, spisovatel a dramatik, známý především díky roli Neila z kultovního sitcomu Mladí v partě. Také se objevil v mnoha muzikálech ve West Endu, například Evita, Chicago, We Will Rock You, Čarodějka nebo Charlie and the Chocolate Factory the Musical. V roce 1984 získal cenu BRIT a byl též nominován na ceny Olivier, TMA, What's On Stage a BAFTA.

## Filmografie
- Boom Boom...Out Go The Lights (1980)
- Shine on Harvey Moon (1982)
- Mladí v partě (12 epizod) (1982–84)
- Roll Over Beethoven (1983–84)
- Yellowbeard (1983)
- The Comic Strip Presents… (25 epizod) (1983–2012)
- King & Castle (1986–88)
- Filthy Rich & Catflap (6 epizod) (1987)
- Blackeyes (1989)
- Frankenstein's Baby (1990)
- Nicholas Craig — The Naked Actor (1990)
- Nicholas Craig's Interview Masterclass (1990)
- Nicholas Craig's Masterpiece Theatre (1992)
- The Nicholas Craig Masterclass (1992)
- Carry On Columbus (1992)
- The Magic Roundabout
- Bonjour la Classe (1993)
- Sherlock Holmes (1993)
- Let's Get Divorced (1994)
- Wake Up! With Libby And Jonathan (1994)
- Blackadder the Third
- French & Saunders
- Jonathan Creek
- The Grimleys (1997–2001)
- Čarodějka (2006–08)
- Terry Pratchett's Hogfather (2006)
- Flood (2007)
- Barva kouzel (2008)
- Hairspray (2009)
- M.I.High (2009)

## Diskografie
- Neil's Heavy Concept Album (1984)
- „Living Doll“ (1986)
- „Rough with the Smooth“ (1986)
- Bad News (1987)
- Bad News Bootleg (1988)
- Bad News The Cash In Compilation (1992)
- The Last Night (1993)
- Chicago cast recording (1995)
- The Dreaded Lurgie (1998)
- Three Men in a Boat (1999)
- Adrian Mole the Cappuccino Years (2000)
- soundtrack k The Grimleys (2000)
- We Will Rock You (The Original London Cast Recording) (2002)
- Cabaret (2005)
- The Robe of Skulls (2008)